# Bitka za Stalingrad
Bitka za Stalingrad ali stalingrajska bitka (nemško Schlacht von Stalingrad, rusko Сталинградская битва) je bila ena od bitk druge svetovne vojne. V njej je pomenila glavni preobrat in ima sloves najbolj krvave bitke v zgodovini. Nemci so napadli Stalingrad, da bi prišli za hrbet dobro branjeni Moskvi, kjer se je njihovo napredovanje ustavilo.
Leta 1942 je 6. nemška armada pod poveljstvom generala Friedricha Paulusa prišla v krog Stalingrada. V prvih mesecih so se uspešno bojevali, vendar jim je začelo zmanjkovati hrane in streliva, kar so Sovjeti izkoristili v svoj prid. Nemci so do novembra zavzeli skoraj celoten Stalingrad, ostalo je še nekaj postojank ob Volgi. Za zavzetje teh mest so poslali v boj vse razporožljive enote, tako da so bili boki slabo branjeni (na njih so Nemci postavili Romune). 
Bitke za Stalingrad so se poleg nemške armade,  pod nemškim vodstvom udeležile tudi romunske, madžarske, italijanske in hrvaške pod ustaško zastavo NDH. Prav tako se je Nemcem v napadu priključilo izredno veliko Ukrajincev, s katerimi je sovjetska vojska pozneje brezkompromisno obračunavala.
Stalin je čakal na november in takrat so Rusi sprožili velik napad z armado, ki je štela okrog milijon borcev,  proti bokom in poteptali obrambo. Sredi novembra so Nemce in njihove zaveznike v Stalingradu dokončno obkolili. Nemci so se komaj branili, zalog pa jim ni mogla dostaviti niti Luftwaffe. Führer Adolf Hitler je zahteval boj do konca in ni dovolil predaje. Tudi 4. armadi pod poveljstvom feldmaršala Ericha von Mansteina ni uspelo rešiti položaja. 30. januarja je Hitler Paulusa povišal v feldmaršala z jasnim namigom: noben nemški maršal se v zgodovini še ni predal. Vendar se je Paulus predal že naslednji dan.
Zaradi izjemnih zaslug med vojno je bilo mesto odlikovano z nazivom mesto heroj.